# Kazankerk in Jasenevo
De Kerk van de Icoon van de Moeder Gods van Kazan (Russisch: Церковь Иконы Божией Матери Казанская) is een Russisch-orthodoxe kerk in de Russische hoofdstad Moskou. De kerk is geleden in het district Jasenevo van het zuidwestelijke okroeg. De geschiedenis van de kerk is verbonden met het landgoed Oezkoe.

## Geschiedenis
Nadat het landgoed Oezkoe in 1692 in handen overging van de Russische bojaar Tichon Stresjnev liet hij de Kazankerk bouwen. De kerk, een gebouw met het grondplan van een klaverblad en bekroond met vijf koepels, werd gebouwd in de stijl van de Moskoubarok. Het ontwerp werd toegeschreven aan Osip Startsev, architect van enkele belangrijke barokke kerken in Kiev. Hier bestaat echter enige twijfel over. Na het overlijden van de Russische filosoof Vladimir Solovjov, die enige tijd op het landgoed woonde, stond zijn stoffelijk overschot in deze kerk alvorens hij werd begraven in het Novodevitsji-klooster.

## Sovjet-periode
Na de revolutie ging het landgoed over in handen van de Russische Academie van Wetenschappen. De academie gebruikte het landhuis als een rusthuis voor de leden. De kerk was sinds 1928 niet meer geopend voor de eredienst. Decennialang werden in de voormalige kerk waardevolle boeken bewaard. Na de oorlog werd de collectie aangevuld met buitgemaakte archieven en bibliotheken afkomstig uit het verslagen Duitsland.

## Heropening
In 1990 werd de kerk teruggegeven aan de Russisch-orthodoxe Kerk. Nadat de academie het gebouw ontruimde kon de Kazankerk in 1992 opnieuw worden ingewijd.